# Gorki Leninskije
Gorki Leninskije (rusky Горки Ленинские) je sídlo městského typu v Moskevské oblasti ležící na řece Pachra, nedaleko města Vidnoje, přibližně 10 km od Moskevského dálničního okruhu směrem na město Kašira Nalézá se zde architektonicko-umělecký komplex poslední čtvrtiny 18. století.

## Historie
V poslední čtvrtině 18. století nechala M. A. Spasiteleva v osadě Horní Gorki postavit z cihel obytný komplex a byl zde založen sad. Při změně vlastnictví na Durasovy na přelomu 18. a 19. století byla zástavba komplexu obnovena. Později komplex často měnil majitele a postupně chátral. V roce 1909 připadl Z. G. Rejnbotovi, který ho rekonstruoval.

## Lenin
Za svoji nedotčenost a vzorný stav komplex vděčí sovětskému vůdci Vladimiru Iljiči Leninovi, kterému sloužil jako venkovské sídlo (dača) poté, co bylo po říjnové revoluci 1917 zkonfiskováno. Lenin se tu zotavoval už po neúspěšném atentátu roku 1918 a i pak zde odpočíval ze zdravotních důvodů. Déle tu pobyl po první mozkové mrtvici v květnu 1922 a po další od prosince 1922. Zde nadiktoval své ženě Naděždě Krupské politickou závěť, politická doporučení a hodnocení Stalina, Trockého a dalších politických špiček. Dne 21. ledna 1924 v Gorkách zemřel, sídlo pak bylo přejmenováno na Leninské Gorki a zřízeno zde Leninovo muzeum.